# Burg Helsen
Die Burg Helsen war eine Niederungsburg in oder nahe bei der heutigen Ortslage von Helsen, einem Stadtteil von Bad Arolsen im nordhessischen Landkreis Waldeck-Frankenberg. Sie ist völlig verschwunden, und weder ihre genaue Lage noch ihre Bauzeit sind bekannt.

## Geschichte
Vermutlich handelte es sich um eine befestigte Kemenate mit Wall und Graben, nördlich der Bicke, auf etwa 276 m Höhe über NHN. So wird im Jahre 1377 von „onse Huis oppe dem Walle und den Wall“ gesprochen.
Die 1182 erstmals schriftlich erwähnte Anlage war Wohnsitz der Herren von Helsen, die sie wohl erbauten. Sie besaßen im Ort Lehensgüter von den Herren Wolff von Gudenberg und von den Herren von Mederich. Im Jahre 1356 verkaufte Johannes von Helsen seinen Besitz in Helsen mit der Burg dem Augustiner-Chorfrauenstift Aroldessen. Bei dessen Umwandlung 1492/93 in ein Antoniter-Kloster kam dieser Besitz an die Antoniter in Arolsen und schon bald darauf, mit der Einführung der Reformation in der Grafschaft Waldeck, 1526 an die Grafen von Waldeck.
Wann die Anlage aufgegeben und abgebrochen wurde, ist nicht bekannt.